# Joram Aridor
Joram Aridor (hebr.: יורם ארידור, ang.: Yoram Aridor, ur. 24 października 1933 w Tel Awiwie) – izraelski prawnik i polityk, w 1981 minister komunikacji, w latach 1981–1983 minister finansów, w latach 1977–1980 wiceminister w Kancelarii Premiera, w latach 1969–1988 poseł do Knesetu z list Gahalu i Likudu.
W wyborach parlamentarnych w 1969 po raz pierwszy dostał się do izraelskiego parlamentu. Zasiadał w Knesetach VII, VIII, IX, X oraz XI kadencji.